# Betula microphylla
Betula microphylla är en björkväxtart som beskrevs av Aleksandr Andrejevitj Bunge. Betula microphylla ingår i släktet björkar, och familjen björkväxter. Inga underarter finns listade.

## Bildgalleri

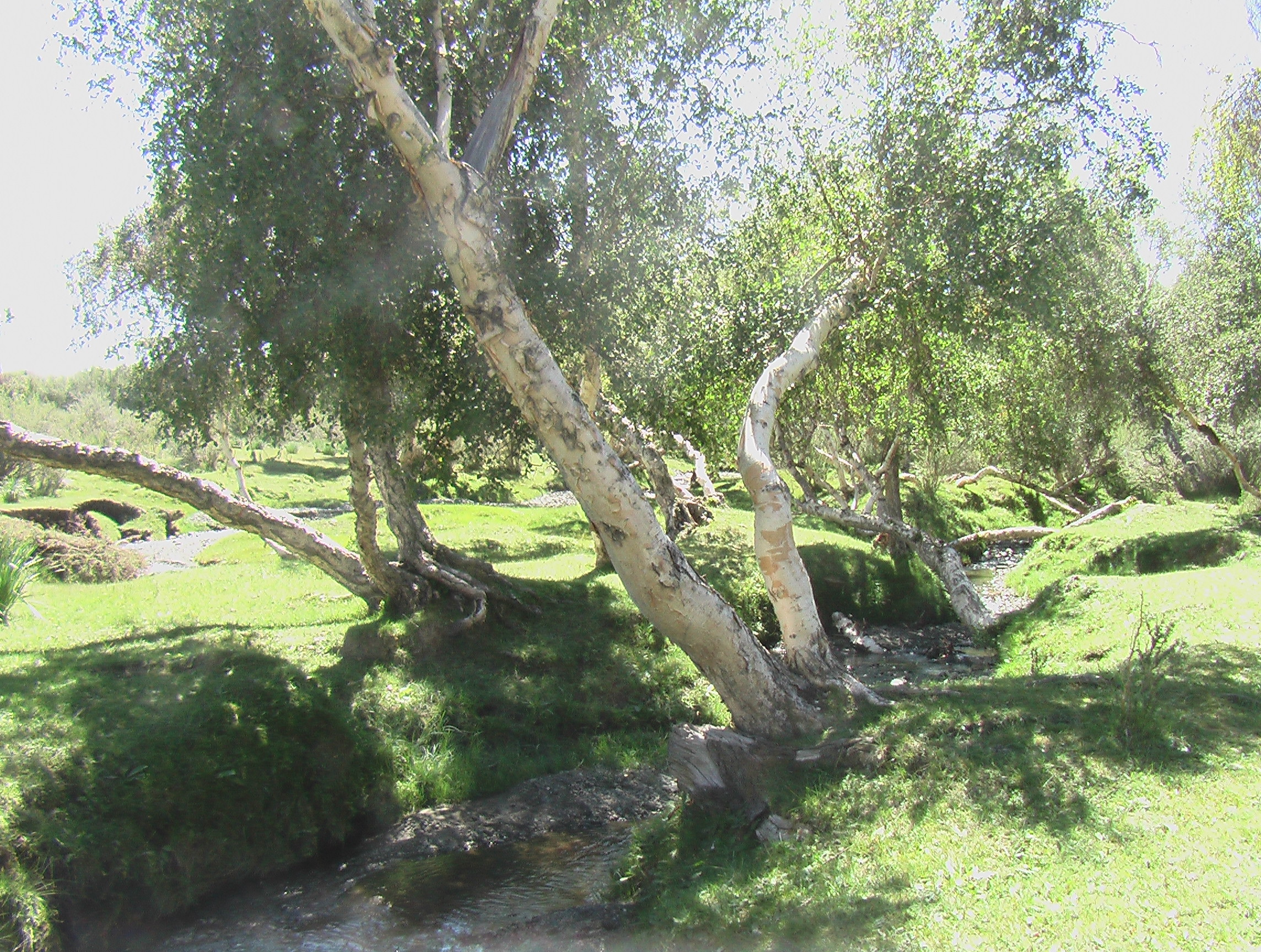
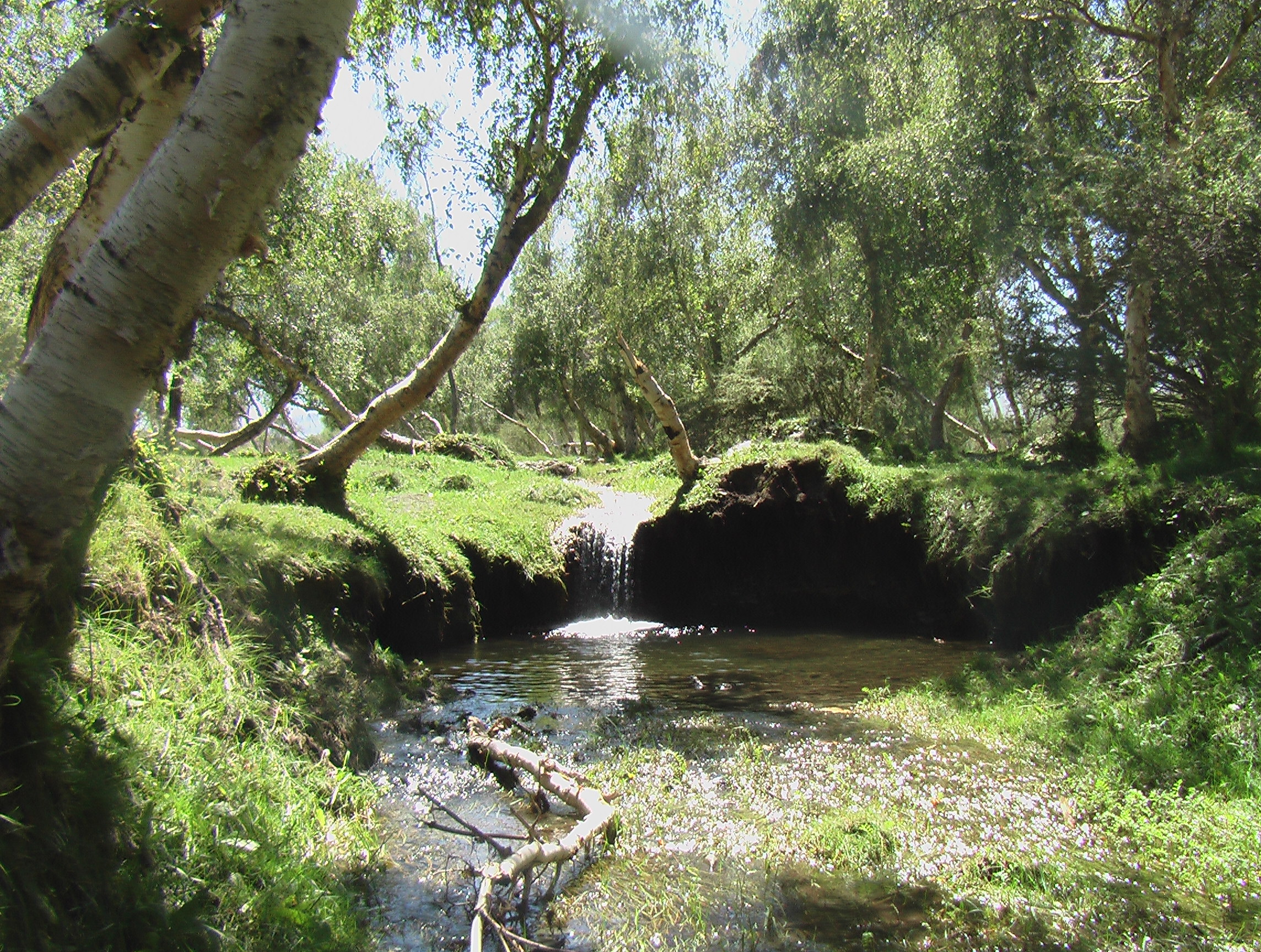
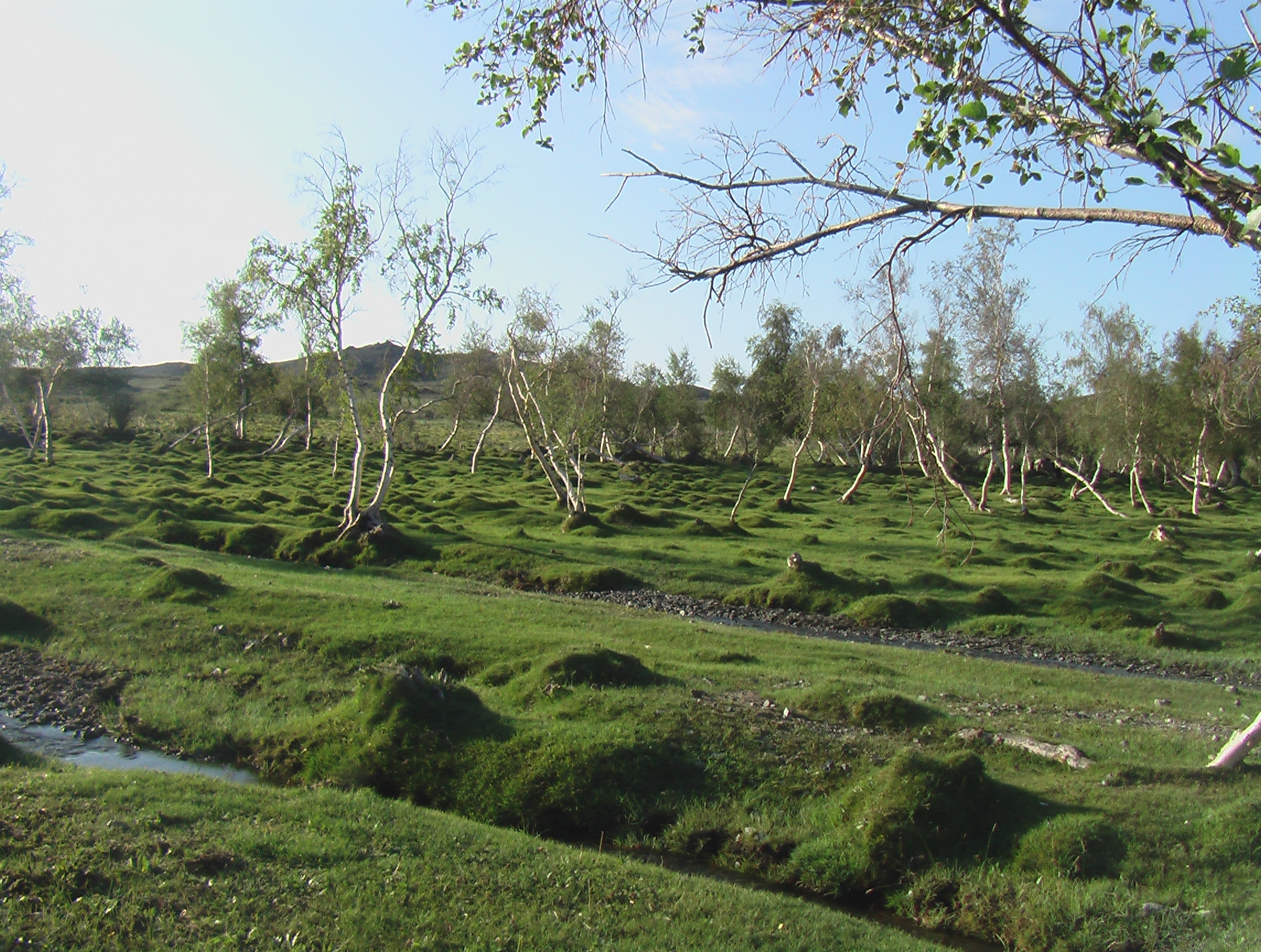
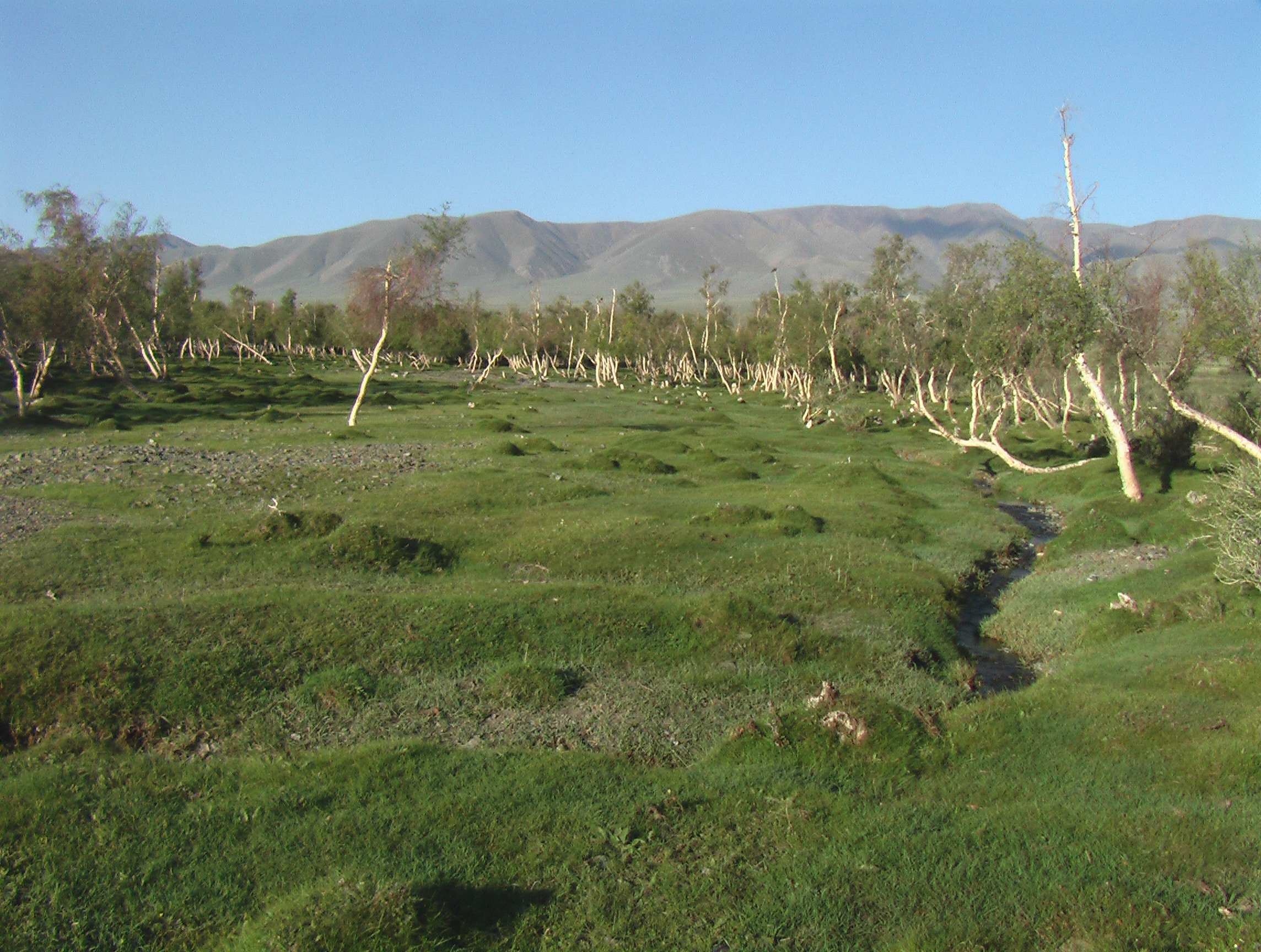